# Особняк Гайрабетових (Ростов-на-Дону)
Особняк Гайрабетових (Будинок Іскідарова) (рос. Особняк Гайрабетовых (Дом Искидарова)) — будівля в Ростові-на-Дону (Росія), розташоване на площі Свободи. Будинок був побудований в 1880 році. Спочатку належав родичам купця Карпа Гайрабетова. На початку XX століття будинок придбав фабрикант Марк Іскідаров. З 2011 року в особняку розташовується Музей російсько-вірменської дружби. Особняк Гайрабетових має статус об'єкта культурної спадщини регіонального значення.

## Історія
Особняк був побудований в 1880 році на кошти спадкоємців купця Карпа Гайрабетова в місті Нахічевані-на-Дону (нині у складі Пролетарського району Ростова-на-Дону). На початку XX століття маєток придбав фабрикант, директор Нахичеванського міського громадського банку Марк Іскідаров, який реконструював будівлю.
У 1920 році будинок було націоналізовано. Там розмістилася Нахічеванська художня школа імені Врубеля, заснована письменницею Марієттою Шагінян та її сестрою Магдалиною. В кінці 1920-х років на першому поверсі особняка розташовувалася міська бібліотека імені Пушкіна, а на другому — піонерський клуб. У роки Німецько-радянської війни частково постраждала дах будівлі і деталі фасаду. У 1947 році будівлю було передано бібліотеці. У 1950-х роках був розібраний великий балкон-навіс перекривав всю ширину тротуару біля головного входу. До кінця 2000-х років будівля перебувала в поганому стані та потребувало ремонту.
У 2007 році храм Сурб Хач був повернутий Вірменської Церкви. Музей російсько-вірменської дружби, що знаходився там раніше, був перенесений в особняк Гайрабетових. В будівлі почався ремонт, який завершився в 2011 році. 25 листопада 2011 року Музей російсько-вірменської дружби був знову відкритий.

## Архітектура та оформлення
Двоповерховий цегляний особняк має Г-подібну конфігурацію в плані. В архітектурі та оформленні фасадів будівлі поєднуються елементи різних стилів. Мармурова обробка, залізобетонні конструкції, великі вікна на першому поверсі типові для модерну. Складна ритмічна структура фасаду характерна для класицизму.
Раскреповки фасадів завершені антаблементом і аттиками. Північний кут особняка спочатку був акцентований куполом (нині втрачено). Центральну частину фасаду, що виходить на площу Свободи, прикрашає еркер. Віконні прорізи другого поверху мають напівциркульні завершення. Над входом влаштовано великий балкон на ажурних литих стійках. Фасад прикрашають пілястри іонічного ордера, ліпнина і декоративна штукатурка.

## Галерея

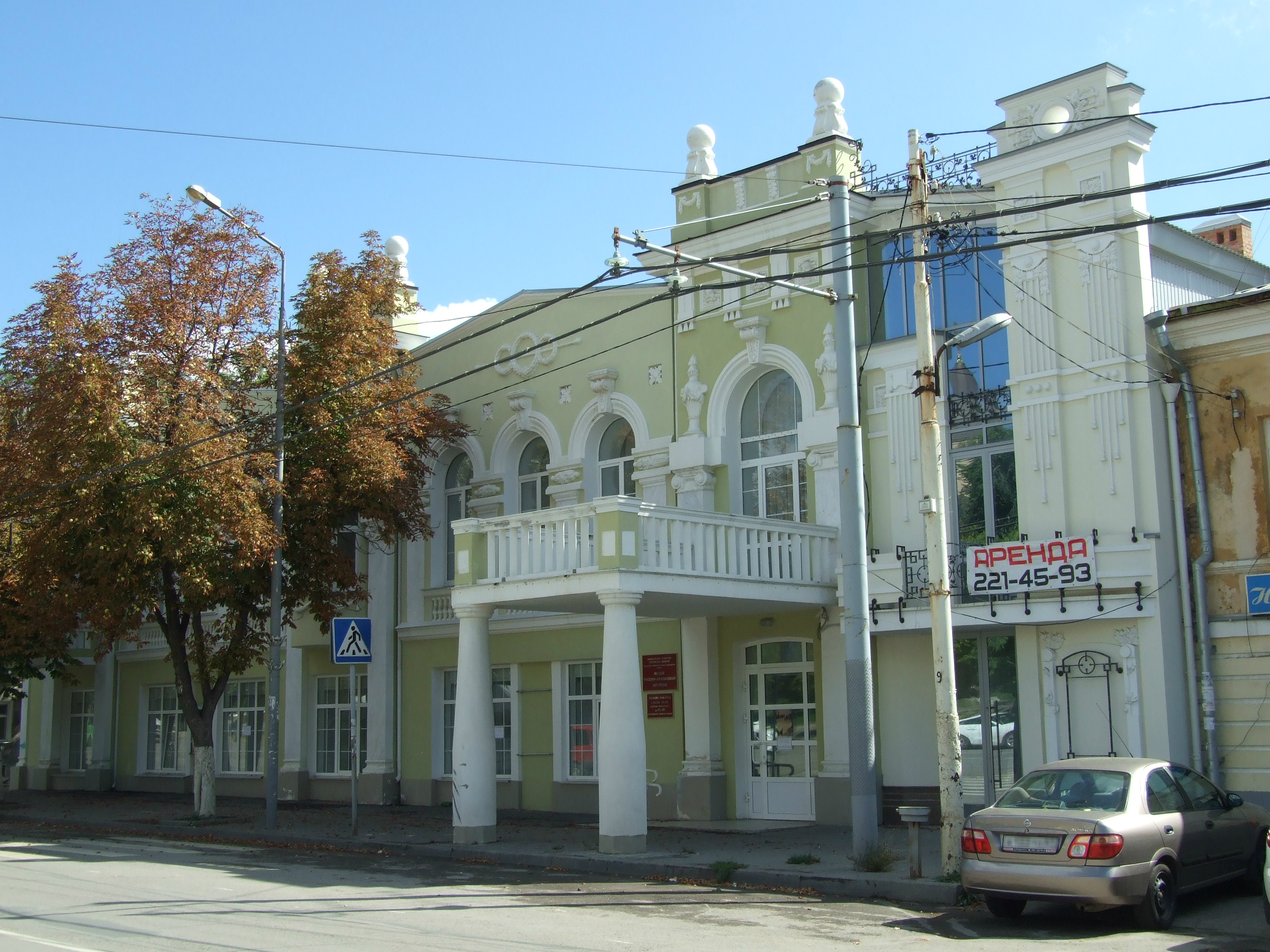
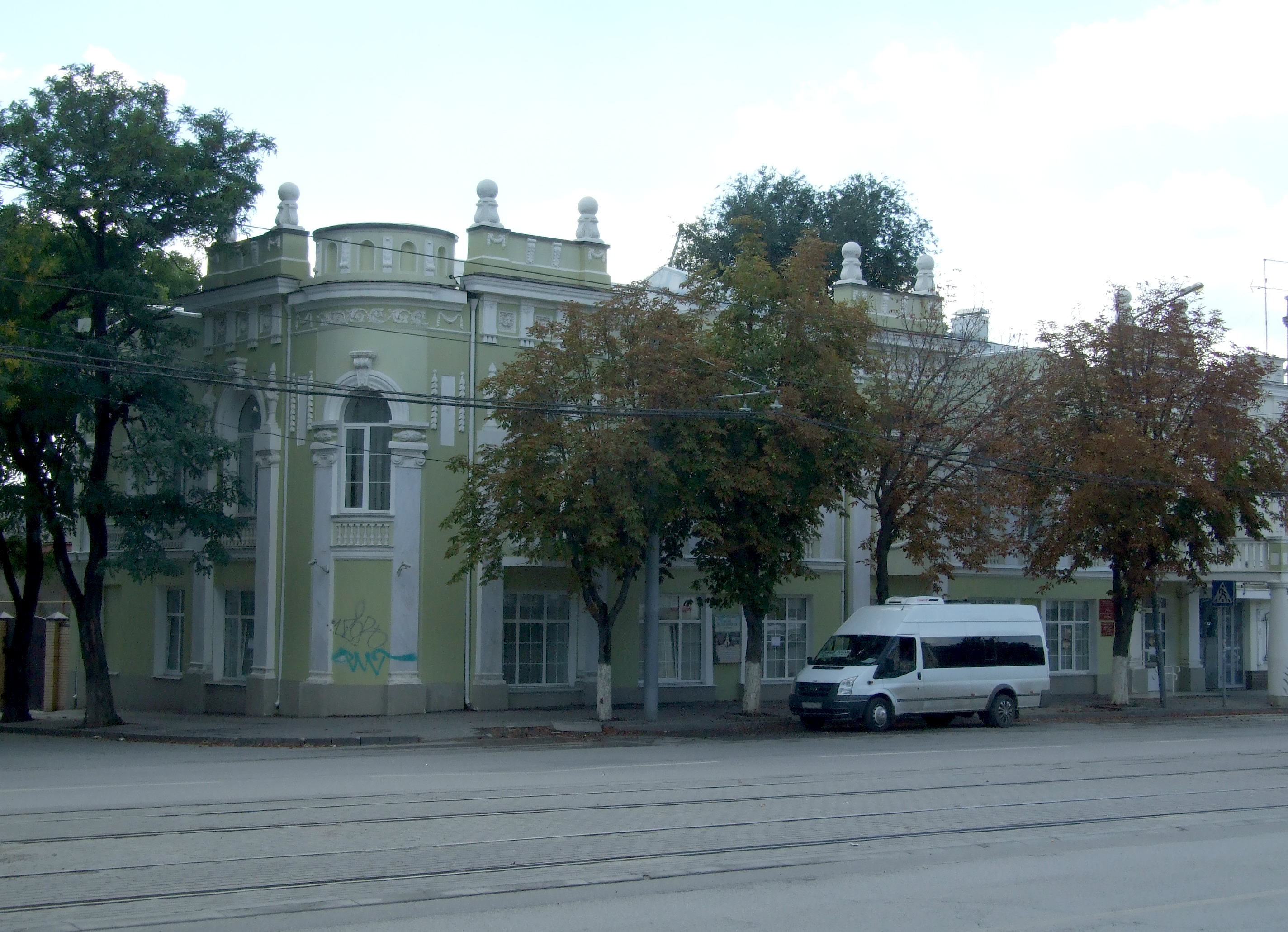